# Mimmo Palmara
Mimmo Palmara, all'anagrafe Domenico Palmara, noto anche con lo pseudonimo di Dick Palmer (Cagliari, 25 luglio 1928 – Roma, 10 giugno 2016), è stato un attore, doppiatore e direttore del doppiaggio italiano.

## Biografia
Frequenta i corsi di recitazione presso l'Accademia nazionale d'arte drammatica, di Roma, diplomandosi nel 1949. Particolarmente conosciuto fin dagli anni cinquanta, recita in alcune piccole produzioni del filone peplum molto in voga in quegli anni. 
Successivamente, si dedica al genere western lavorando con i più acclamati registi dell'epoca. In questo periodo, firma le sue partecipazioni con lo pseudonimo Dick Palmer.
Esaurita l'ondata degli spaghetti-western, Palmara si dedica al doppiaggio - fondando nel 1964 una sua compagnia di doppiaggio, la SINC Cinematografica
A partire dal 1966 si specializza in film western italiani, collaborando con Giuliano Carnimeo e Alberto Cardone.

## Filmografia parziale

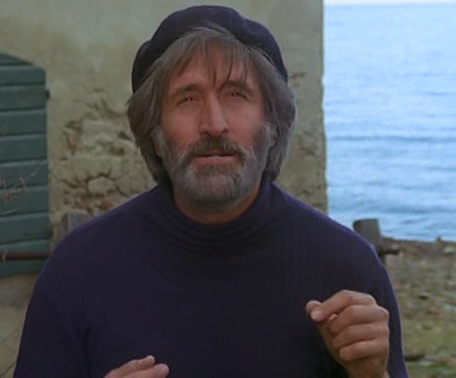
Palmara in Quella età maliziosa (1975)

- Inganno, regia di Guido Brignone (1952)
- La regina di Saba, regia di Pietro Francisci (1952)
- Il sole negli occhi, regia di Antonio Pietrangeli (1953)
- Senso, regia di Luchino Visconti (1954)
- Attila, regia di Pietro Francisci (1954)
- La donna del fiume, regia di Mario Soldati (1954)
- Proibito, regia di Mario Monicelli (1954)
- Guerra e pace (War and Peace), regia di King Vidor (1956)
- Orlando e i paladini di Francia, regia di Pietro Francisci (1956)
- Terrore sulla città, regia di Anton Giulio Majano (1957)
- Serenata a Maria, regia di Luigi Capuano (1957)
- Le fatiche di Ercole, regia di Pietro Francisci (1958)
- Caterina Sforza, la leonessa di Romagna, regia di Giorgio Walter Chili (1959)
- Ercole e la regina di Lidia, regia di Pietro Francisci (1959)
- Gli ultimi giorni di Pompei, regia diMario Bonnard (1959)
- Goliath contro i giganti, regia di Guido Malatesta (1961)
- Il colosso di Rodi, regia di Sergio Leone (1961)
- La guerra di Troia, regia di Giorgio Ferroni (1961)
- Ercole alla conquista di Atlantide, regia di Vittorio Cottafavi (1961)
- Appuntamento in Riviera, regia di Mario Mattoli (1962)
- Tharus figlio di Attila, regia di Roberto Bianchi Montero  (1962)
- Golia e il cavaliere mascherato, regia di Piero Pierotti (1963)
- Maciste l'eroe più grande del mondo, regia di Michele Lupo (1963)
- I dieci gladiatori, regia di Gianfranco Parolini (1963)
- Le verdi bandiere di Allah, regia di Giacomo Gentilomo e Guido Zurli (1963)
- Goliath e la schiava ribelle, regia di Mario Caiano (1963)
- Gli invincibili tre, regia di Gianfranco Parolini (1964)
- I due gladiatori, regia di Mario Caiano (1964)
- Ercole contro Roma, regia di Piero Pierotti (1964)
- Sandok, il Maciste della giungla, regia di Umberto Lenzi (1964)
- Le pistole non discutono, regia di Mario Caiano (1964)
- I pirati della Malesia, regia di Umberto Lenzi (1964)
- Kindar l'invulnerabile, regia di Osvaldo Civirani (1965)
- Johnny West il mancino, regia di Gianfranco Parolini (1965)
- I due figli di Ringo, regia di Giorgio Simonelli, Giuliano Carnimeo (1966)
- Sinfonia per due spie, regia di Albert Cardiff (1966)
- Il bello, il brutto, il cretino, regia di Giovanni Grimaldi (1967)
- Un poker di pistole, regia di Giuseppe Vari (1967)
- Come rubare la corona d'Inghilterra, regia di Sergio Grieco (1967)
- Lo straniero, regia di Luchino Visconti (1967)
- Il figlio di Aquila Nera, regia di Guido Malatesta (1968)
- T'ammazzo!... Raccomandati a Dio, regia di Osvaldo Civirani (1968)
- Sigpress contro Scotland Yard (Mister Zehn Prozent - Miezen und Moneten), regia di Guido Zurli (1968)
- Execution, regia di Domenico Paolella (1968)
- Una forca per un bastardo, regia di Amasi Damiani (1968)
- Vivo per la tua morte, regia di Camillo Bazzoni (1968)
- Black Jack, regia di Gianfranco Baldanello (1968)
- E venne il tempo di uccidere, regia di Enzo Dell'Aquila (1968)
- La vendetta è il mio perdono, regia di Roberto Mauri (1969)
- Isabella duchessa dei diavoli, regia di Bruno Corbucci (1969)
- Rangers attacco ora X, regia di Roberto Bianchi Montero (1970)
- Le tigri di Mompracem, regia di Mario Sequi (1970)
- ...e lo chiamarono Spirito Santo, regia di Roberto Mauri (1971)
- Una pistola per cento croci, regia di Carlo Croccolo (1971)
- Il vicino di casa, regia di Luigi Cozzi (1973)
- Quella età maliziosa, regia di Silvio Amadio (1975)
- Un poliziotto scomodo, regia di Stelvio Massi (1978)
- Barracuda, regia di Harry Kerwin (1978)
- Sicilian Connection, regia di Tonino Valerii (1987)
- Un inverno freddo freddo,  regia di Roberto Cimpanelli (1996)

## Doppiaggio

### Cinema
- Johnny Weissmuller in La fuga di Tarzan, Il figlio di Tarzan, Il tesoro segreto di Tarzan, Tarzan a New York, Tarzan contro i mostri, Tarzan e la donna leopardo, Fiamme nella giungla, Tarzan e i cacciatori bianchi, L'orma del gorilla
- Takashi Shimura in I sette samurai, La fortezza nascosta, L'angelo ubriaco
- John P. Ryan ne Il giustiziere della notte 4
- Peter Williams in Il mostro invincibile
- Kyu Sazanka in La sfida del samurai
- Hiroshi Koizumi in Watang! Nel favoloso impero dei mostri
- Hiroshi Kawano in Gappa - Il mostro che minaccia il mondo
- Eizo Kitamura in Distruggete DC59 - Da base spaziale a Hong Kong
- Kappei Matsumoto in L'astronave fantasma
- John Forbes-Robertson e Chan Shen in La leggenda dei 7 vampiri d'oro

### Serie TV
- Larry Drake in L.A. Law - Avvocati a Los Angeles
- Ron Karabatsos in L'onore della famiglia
- Andy Griffith in Pattuglia recupero
- Georges Lycan ne Il tesoro del castello senza nome

### Cartoni animati
- Ganga in Astroganga

## Doppiatori italiani
Prima di divenire egli stesso doppiatore, nei film da lui interpretati è stato sistematicamente doppiato dai seguenti attori:
- Renato Turi in Ercole e la regina di Lidia, La guerra di Troia, I due gladiatori, I due figli di Ringo
- Glauco Onorato in Il colosso di Rodi, I dieci gladiatori, I pirati della Malesia
- Sergio Graziani in Maciste l'eroe più grande del mondo, Sinfonia per due spie
- Cesare Barbetti in Golia e il cavaliere mascherato, Ercole contro Roma
- Nino Dal Fabbro in Tharus figlio di Attila, ...E venne il tempo di uccidere
- Mario Pisu in Le fatiche di Ercole
- Gualtiero De Angelis in Gli ultimi giorni di Pompei
- Diego Michelotti in Ercole alla conquista di Atlantide
- Mario Colli in  Appuntamento in Riviera
- Rolf Tasna in Sandok, il Maciste della jungla
- Roberto Bertea in Le pistole non discutono
- Silvano Tranquilli in Un poker di pistole
- Giulio Panicali in  Come rubare la corona d'Inghilterra
- Pino Locchi in Il figlio di Aquila Nera
- Massimo Foschi in Lo straniero
- Aldo Giuffré in Vivo per la tua morte
- Sergio Tedesco in Sigpress contro Scotland Yard
- Dario Penne in Rangers: attacco ora X
- Michele Kalamera in La vendetta è il mio perdono